# Маданият (Шаркский айылный аймак)
Маданият (кирг. Маданият) — село в Кара-Сууском районе Ошской области Кыргызстана. Входит в состав Шаркского айылного аймака.

## География
Село расположено в северо-западной части области, на берегу арыка Актюбе, на расстоянии приблизительно 10 километров (по прямой) к югу от города Кара-Суу, административного центра района. Абсолютная высота — 918 метров над уровнем моря.

## Население
Согласно оценочным данным Национального статистического комитета Кыргызской Республики, численность населения села на начало 2023 года составляла 4898 человек.
| год     | 2009 | 2014 | 2015 | 2020 | 2021 | 2023 |
| ------- | ---- | ---- | ---- | ---- | ---- | ---- |
| человек | 3676 | 3930 | 3984 | 4519 | 4599 | 4898 |